# Клинаста кост
Клинаста кост (лат. os sphenoidale) је непарна кост лобање, која гради средњи и задњи део базе. Састоји се од:
- пнеунатизованог тела (лат. corpus) које је спојено са окципиталном кости
- великих крила
- малих крила
- криластих наставака (лат. processus pterygoidei)

На горњој страни клинасте кости налази се удубљење у коме је смештена хипофиза, а подсећа на седло (лат. sella turcica).